# Vladimir Filatov
Pour les articles homonymes, voir Filatov.
Vladimir Petrovitch Filatov (en russe : Владимир Петрович Филатов), né le 15 février 1875 à Saransk (Empire russe) et mort le 30 octobre 1956 à Odessa (RSS d'Ukraine), était un ophtalmologue et chirurgien russe, connu pour sa mise au point d'une thérapie reconstructrice des tissus.
Il introduisit des méthodes de greffes et de transplantation de cornée. On lui attribue notamment la restauration de la vue du tireur d'élite Vassili Zaïtsev, blessé aux yeux. Il a également mis au point une méthode pour préserver les greffes d'yeux de cadavres.
Il fonda l'Institut Filatov d'ophtalmologie et de thérapie des tissus à Odessa, en Ukraine.

## Écrit
- La thérapeutique tissulaire : la théorie des stimulants biologiques traduit du russe en français par Elli Bronina aux Éditions du Progrès en 1955.